# Pérouse, Territoire de Belfort
Pérouse är en kommun i departementet Territoire de Belfort i regionen Bourgogne-Franche-Comté i östra Frankrike. Kommunen ligger i kantonen Danjoutin som tillhör arrondissementet Belfort. År 2022 hade Pérouse 1 199 invånare.

## Befolkningsutveckling
Antalet invånare i kommunen Pérouse
| Referens: INSEE |